# 茨维法尔滕
茨维法尔滕是德国巴登-符腾堡州的一个市镇。总面积45.43平方公里，总人口2098人，其中男性1118人，女性980人（2011年12月31日），人口密度46人/平方公里。